# Aceto Balsamico Tradizionale
L'Aceto Balsamico Tradizionale (ABT) è un condimento tradizionale della cucina emiliana, prodotto con mosti cotti d'uve provenienti esclusivamente dalla province di Modena e Reggio Emilia, fermentati, acetificati ed in seguito invecchiati per almeno dodici anni.

Pur affondando le proprie radici, probabilmente, già in età romana, la sua produzione è documentata a partire dal 1046. Fu molto apprezzato nel rinascimento dagli estensi, che lo fecero conoscere all'alta aristocrazia e a numerosi regnanti.
Prodotto fra i più apprezzati - e sovente anche imitati - della cucina italiana, dal 2000 è tutelato dal marchio di denominazione di origine protetta (DOP), riconosciuto in due differenti denominazioni - Aceto Balsamico Tradizionale di Modena (ABTM) e Aceto Balsamico Tradizionale di Reggio Emilia (ABTRE). Il processo di trasformazione dei mosti può avvenire solo nelle particolari condizioni ambientali e climatiche tipiche dei sottotetti delle vecchie abitazioni e solo nel territorio delle due provincie emiliane, caratterizzato da inverni rigidi e estati calde e ventilate. Per queste ragioni non può essere ottenuto con lavorazioni industriali o su larga scala, per cui la sua la produzione è molto limitata e il prezzo piuttosto elevato.
Non è da confondersi con l'Aceto Balsamico di Modena IGP, che è un prodotto composto con differenti proporzioni di aceto di vino (assolutamente non presente nell'ABT) e mosto cotto, solitamente industriale, ed è tutelato con un disciplinare differente che include la possibilità di usare additivi come addensanti e coloranti, oltre che materie prime provenienti da tutto il mondo.

## Storia
Uno studio profondo e completo sulla storia del prodotto, la procedura di produzione, le condizioni di invecchiamento ed il profilo sensoriale non è ancora stato pubblicato. I documenti storici disponibili sono pochi e spesso confusi, cosa che rende la ricostruzione storica degli aceti balsamici una sfida.
Gli antichi romani, non avendo a disposizione lo zucchero di canna, che verrà introdotto nell'XI secolo da Genovesi e Veneziani, erano usi cuocere e ridurre i mosti d'uva in diverse concentrazioni che definivano come saba, defrutum e caraenum, come tramandatoci da Virgilio nelle Georgiche. È facile immaginare che ben presto gli stessi latini abbiano visto prodotti delle più basse concentrazioni fermentare, ed in un secondo momento acetificare; ed infatti nel I secolo d.C. lo scrittore Columella sottolineò come la sapa o il defrutum rischiavano di fermentare ed acetificare (...solet acescere...).
(Tratto dall'Art. 4.4 - Disciplinare di produzione ABTRE (scheda riepilogativa))
Nel 1046 Enrico III, duca di Franconia, in viaggio verso Roma per essere incoronato Imperatore, chiese a Bonifacio III di Canossa di "quell'aceto tanto lodato (... che...) aveva udito farsi colà perfettissimo". Sebbene la parola "balsamico" non venga menzionata, l'importanza del prodotto è confermata dal fatto che Bonifacio gliene fece dono entro una botticella d'argento, e che Alberto, il visconte di Mantova, per rispondere in modo adeguato abbia inviato all'Imperatore numerosi cavalli, astori ed altri rapaci.
All'inizio del XVIII secolo il medico e naturalista Antonio Vallisnieri annota che già nel 1288, quando Obizzo II d'Este venne investito della Signoria di Modena, alla sua corte erano conservate numerose botti di aceto. Inoltre fonti frammentarie di epoca rinascimentale tramandano di differenti classificazioni delle varie tipologie di aceti presenti nel Registro Ducale Estense (1556), e del loro utilizzo secondo le diverse necessità ed occasioni.
Nel 1518 il poeta e commediografo Ludovico Ariosto, nato a Reggio e vissuto in ambito estense, scrive nella satira III indirizzata al cugino Annibale Malaguzzi un accenno all'utilizzo culinario di "acetto e sapa" come condimenti di uso comune, ponendo quindi anche un importante riferimento letterario al loro tradizionale utilizzo in area emiliana.
(Tratto dall'Art. 4.4 - Disciplinare di produzione ABTM)
Prodotto raffinato, destinato solo alle tavole delle famiglie più abbienti, grazie ai Duchi di Modena e Reggio venne fatto conoscere a membri illustri dell'aristocrazia europea, tanto che nel 1764, di passaggio a Modena nel corso di una missione diplomatica, il conte Voronzov, Cancelliere imperiale di Russia, chiese di inviare alcune bottigliette alla zarina Caterina la grande. Vent'anni dopo, nel 1792 il duca Ercole III ne inviò un flacone a Francoforte come dono per l'incoronazione di Francesco II d'Austria ad imperatore del S.R.I., segno questo della considerazione che (quantomeno) il duca aveva per il prodotto delle sue botti.

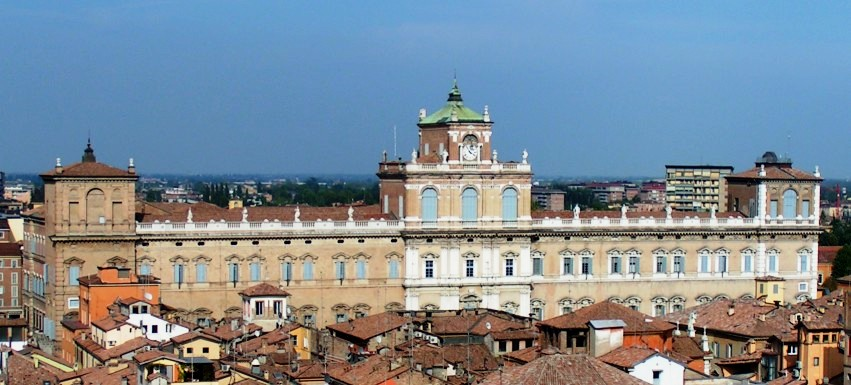
Il Palazzo ducale di Modena, il torrione verso San Domenico è quello a sinistra

È interessante notare come da queste prime memorie appaiono di continuo due costanti fondamentali per la produzione dell'"Aceto Balsamico Tradizionale (…)": il mosto cotto ottenuto dalle uve tipiche (…) quale prodotto di base e la dislocazione dei locali di produzione in ambienti alti, generalmente di sottotetto.»
(Tratto dall'Art. 4.4 - Disciplinare di produzione ABTM)
Sicuramente il termine "balsamico" veniva usato per indicare non solo l'aceto prodotto dalla fermentazione di solo mosto cotto, ma vari generi di aceti aromatici o speziati.
Molto probabilmente fu nel tornante fra XVIII e XIX secolo che si affermò in modo definitivo il metodo del "rincalzo" nella produzione dei particolari aceti modenesi e reggiani. Sempre in tale periodo si strutturano le prime testimonianze (lettere, testamenti, donazioni...) che parlano dell'aceto balsamico in senso stretto e per come lo intendiamo oggi, si strutturano verso il XIX secolo, anche se poco tramandano circa le ricette originali e le pratiche produttive correlate. Nel 1830 tale definizione venne ulteriormente arricchita, per cui gli aceti presenti a Corte vennero suddivisi in "balsamici", "semibalsamici", "fini e "comuni".
L'aceto balsamico, segreto gelosamente conservato nelle soffitte della corte estense e delle famiglie aristocratiche del ducato, iniziò ad essere appannaggio della borghesia più ricca solamente a seguito dell'avventura napoleonica: per pagare debiti e fornitori l'amministrazione imperiale francese espropriò le proprietà dei vinti, e numerosi furono i beni venduti all'asta o utilizzati come pagamento in natura. In tale contesto di mutamenti economici e politici, il possesso di vaselli e batterie di aceto balsamico venne immediatamente percepito come un segno di ascesa sociale, e durante tutto il secolo si infittiscono le fonti documentali che fanno riferimento a passaggi, donazioni o lasciti testamentari legati a batterie di aceto. Anche presso la borghesia, così come era stato uso presso le famiglie aristocratiche, divenne buona regola aggiungere dei vaselli di valore alla dote della donna in procinto di sposarsi.
Iniziò così la prima diffusione delle conoscenze attorno al "balsamico", e nel settembre 1839 il conte savonese Giorgio Gallesio scrisse con ammirazione delle tecniche di produzione che aveva osservato nell'Acetaia dei conti Salimbeni di Nonantola.
Il 4 maggio 1860, Vittorio Emanuele II in visita in città a seguito del plebiscito, ordinò il trasferimento dell'acetaia ducale presso il castello di Moncalieri dove l'incuria e la non conoscenza del prodotto portarono alla sua dispersione.
La prima e più dettagliata codifica circa le tecniche e le ricette di produzione dell'aceto balsamico risale al 1862, quando Francesco Aggazzotti scrisse una lettera all'amico Pio Fabriani in cui descrive i segreti della propria acetaia di famiglia. Nel 1863 venne affrontato il primo studio scientifico, grazie alle analisi condotte con le moderne tecniche (dell'epoca) dal chimico Fausto Sestini, che evidenziò le notevoli differenze fra tale aceto rispetto a qualunque altro tipo.
Per concludere, queste testimonianze confermano che in provincia di Modena, da epoca immemorabile, viene prodotto un particolare tipo di aceto, sconosciuto in altre zone, con caratteristiche produttive e d'invecchiamento giunte pressoché inalterate fino ai nostri giorni le quali sono state recepite e oggettivate nel disciplinare di produzione dell'"Aceto Balsamico Tradizionale di Modena".»
(Tratto dall'Art. 4.4 - Disciplinare di produzione ABTM)

## Produzione

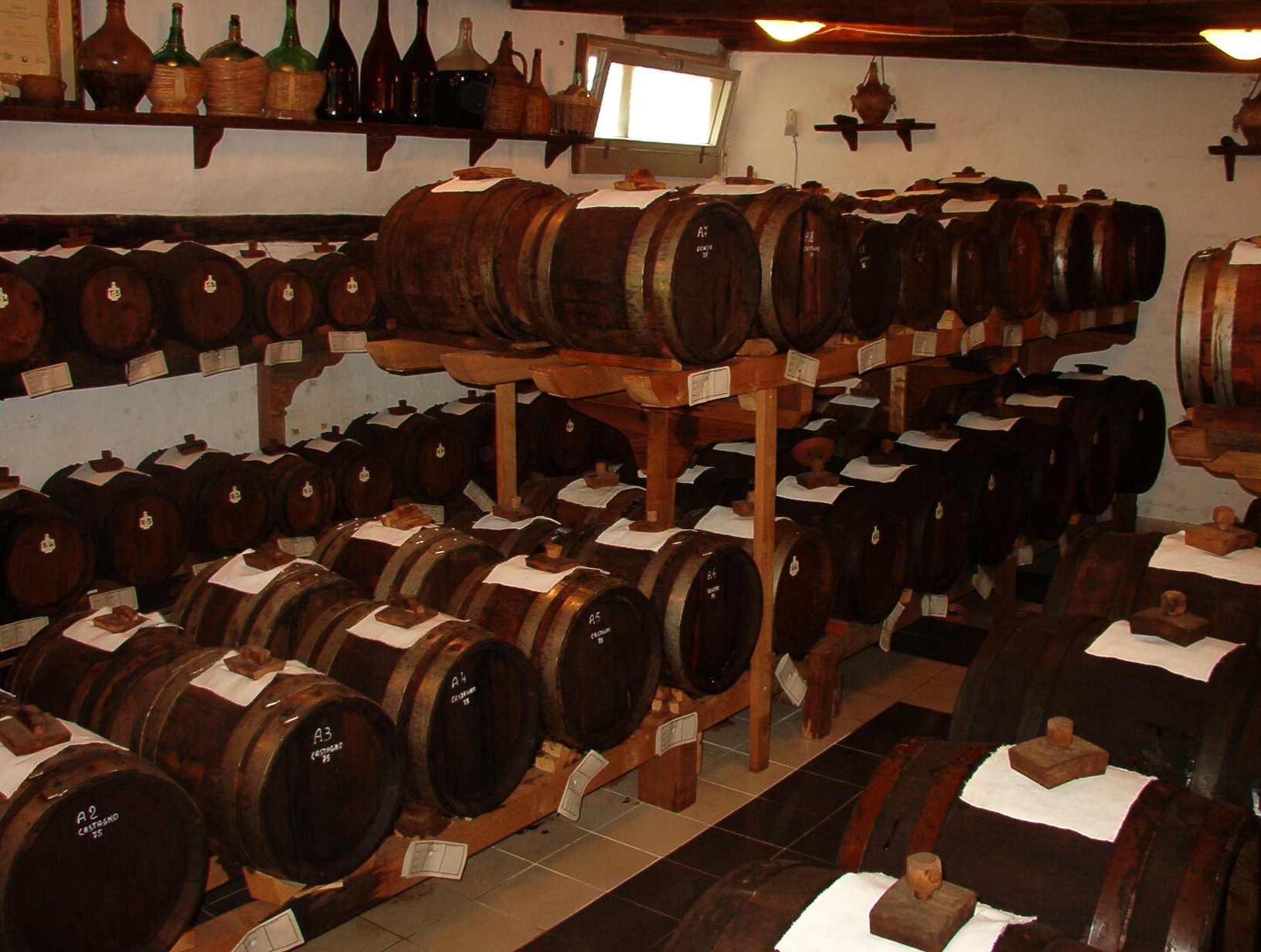
Botti in una acetaia

L'intero processo di produzione dell'ABT inizia dalla spremitura dell'uva e termina con la valutazione gusto-olfattiva del prodotto invecchiato. I passaggi produttivi sono ben determinati, dalla cottura del mosto d'uva, alla fermentazione alcolica, dalla biossidazione acetica mediante acetobatteri al lento invecchiamento in barili di legno.
L'ingrediente di base è il mosto d'uva cotto. Le uve utilizzate sono i trebbiani (di Spagna, di Castelvetro...), i lambruschi (in tutte le loro varietà), Ancellotta, Sauvignon, Sgavetta, Berzemino, Occhio di Gatta ed in generale le uve dei vigneti iscritti alle DOC delle province di Modena e Reggio Emilia. La resa massima delle uve ammesse è limitata a 160 quintali/ettaro.
Le uve devono essere necessariamente coltivate nei territori provinciale di riferimento, caratterizzati da un lieve tenore calcareo e dalla presenza di macro e micro elementi. Anche l'intero processo produttivo deve svolgersi all'interno della medesima area geografica, caratterizzata da inverni rigidi ed estati decisamente calde, che rendono possibili i processi unici e particolari necessari per il corretto sviluppo del prodotto.

### Cottura del mosto d'uva
La cottura (gergalmente detta "cotta") del mosto d'uva di almeno 15 gradi saccarometrici (°Bx), privo di qualsiasi additivo, avviene a pressione naturale, a fuoco diretto ed in recipienti aperti per circa 12-24 ore ad una temperatura minima di 70 °C, fino alla riduzione a circa due terzi della massa totale. Per l'ABTM, a differenza di quanto previsto dal disciplinare dell'ABTRE che prevede una concentrazione minima di 30°Bx, non è previsto un minimo di concentrazione degli zuccheri, ed anzi il tempo minimo di cottura è definito in 30 minuti. Tale tempo non è però minimamente sufficiente a produrre quelle profonde modificazioni fisiche e chimiche che necessariamente devono connotare il prodotto finale. Al contrario, temperature di cottura troppo alte, magari associate a tempi lunghi di ebollizione, potrebbero portare a cristallizzazioni indesiderate degli zuccheri, a rallentamenti della fermentazione alcolica ed alla produzione di composti furanici come il 5-idrossimetilfurfurale (HMC), per cui la tendenza scientifica più recente è quella di cotture fra i 75-90 °C, per non oltre 14 ore, con una riduzione del mosto fino a 28-30°Bx al massimo.
La cottura ferma tutte le reazioni enzimatiche che vengono rapidamente iniziate dalla catecolo ossidasi, e causa la scolorazione del mosto con la deattivazione indotta dal calore delle proteine. Al contempo l'imbrunimento del mosto è dovuto a reazioni chimiche non-enzimatiche dovute alla conversione degli zuccheri ed alla formazione di melanoidine ad alto peso molecolare, e più in generale all'effetto della reazione di Maillard.
L'evaporazione induce la degradazione degli zuccheri (in particolare il fruttosio), a seguito della loro disidratazione in ambiente acido (che perdura anche durante i lunghi anni di invecchiamento dell'ABT, della caramellizzazione e della stessa reazione di Maillard. Infine l'evaporazione induce la concentrazione degli zuccheri stessi, degli acidi organici, dei polifenoli, con il conseguente innalzamento della densità, della viscosità, dell'indice di rifrazione, mentre si abbassa il valore di pH.

### Fermentazione alcolica

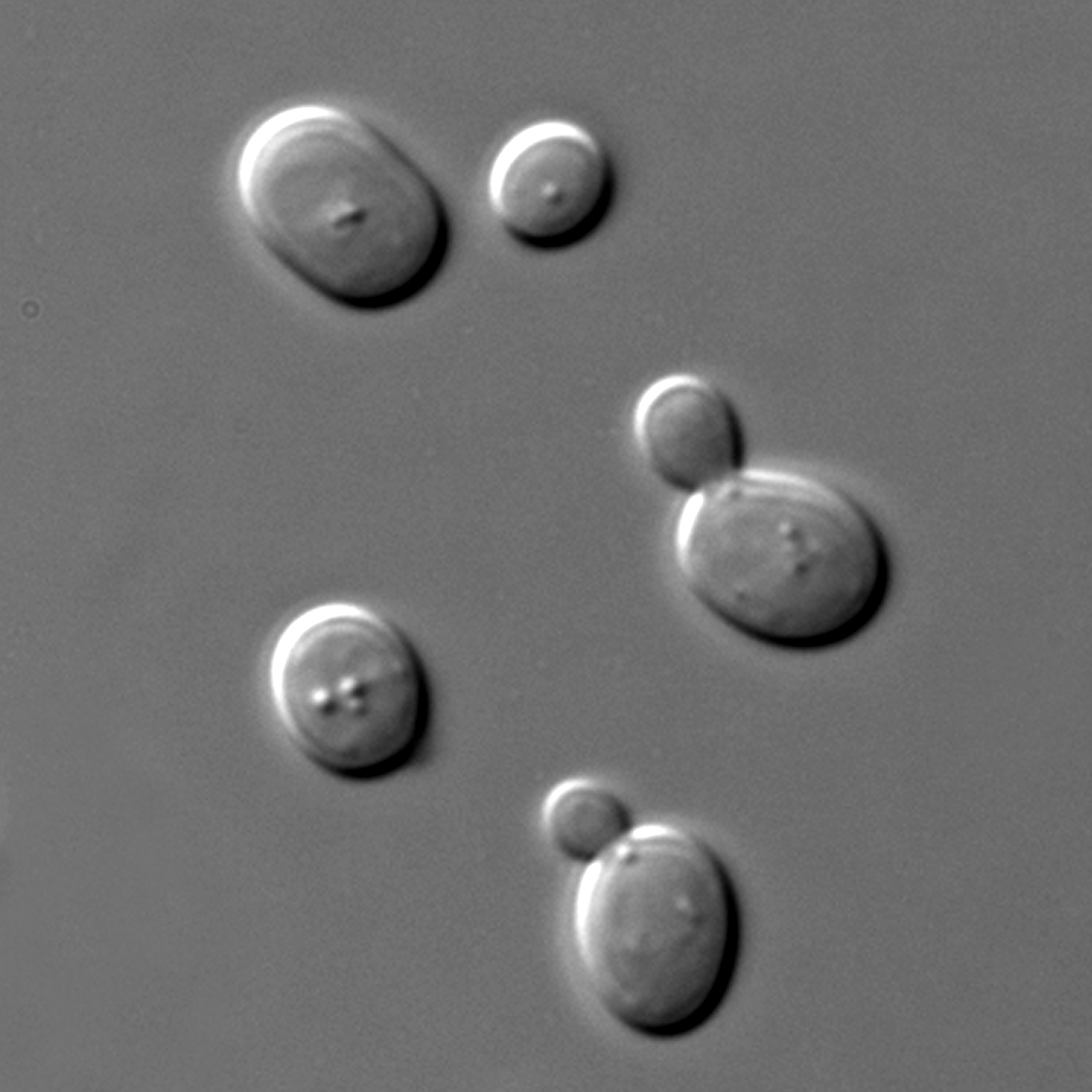
Immagine di Saccharomyces cerevisiae ottenuta con un microscopio a contrasto interferenziale

La fermentazione degli zuccheri, in presenza di concentrazioni zuccherine non troppo elevate, si innesta immediatamente, e prosegue nei mesi invernali. È dovuta a lieviti del genere saccharomyces, prevalentemente saccharomyces cerevisiae, e del genere zygosaccharomyces (lieviti osmofili e fruttosofili), in particolare lo zygosaccharomyces bailii. I primi sono maggiormente apprezzati per gli aromi che conferiscono al prodotto, mentre i secondi (che prolificano in ambienti a più alta densità zuccherina o ad elevata acidità) dovrebbero essere non prevalenti. Questo tipo di fermentazione è pressoché identica a quella che avviene per il mosto crudo, come lo sono i lieviti prevalentemente coinvolti, e difatti la resa di etanolo è pari a 0,6 gradi di alcol etilico per 1 grado di zucchero, analogamente a quanto avviene per il vino.
In passato vi era la convinzione di una interazione commensalistica fra i saccaromiceti e gli acetobatteri, per cui la fermentazione alcolica e la biossidazione acetica sarebbero avvenute simultaneamente. Studi recenti hanno dimostrato che in realtà una concentrazione di acido acetico superiore al 3% del volume totale impedisce la vita anche ai più resistenti zigosaccaromiceti, e per questo motivo la tendenza più recente è quella di gestire la fase della fermentazione alcolica separatamente dal resto del ciclo, con contenitori (tini, damigiane o botti) separati dalla "batteria" vera e propria.

### Biossidazione acetica
Nelle botti inizia il processo chimico di "maturazione" del prodotto, grazie agli acetobatteri.
Riferiti al "balsamico" sono gli agenti della biossidazione dell'etanolo in acido acetico secondo l'equazione:
C2H5OH + O2 →  CH3COOH + H2O
ovvero: alcol etilico + ossigeno → acido acetico + acqua
Numerose sono le specie di acetobatteri che intervengono nella fase di acetificazione dell'ABT, per lo più appartenenti ai generi Acetobacter, Gluconoacetobacter e Komagataeibacter. Alcuni di essi sono considerati addirittura dannosi per la qualità finale del prodotto, come ad esempio Komagataeibacter xylinus. Il processo di biossidazione acetica e la predominanza di una specie rispetto ad un'altra è determinata prevalentemente dall'alcol presente nel mosto cotto fermentato, dalla sua concentrazione di zuccheri (il 30% è considerato il limite massimo per la presenze di acetobatteri) e dalla presenza di altri acidi fissi o volatili, tra cui lo stesso acido acetico.
La natura profondamente mutevole di questo tipo di batteri ha sempre reso complessa la loro selezione, anche se di recente vi sono stati studi per l'introduzione ceppi selezionati di acetobatteri.
I batteri acetici producono un'ampia gamma di composti oltre all'acido acetico, come zuccheri acidi (acido tartarico, malico...), cellulosa e molti composti volatili, spesso differenti a seconda della specie di appartenenza. In definitiva la composizione chimica dell'ABT è decisamente variabile e dipendente da vari fattori, quali il tipo di mosto, la modalità di cottura, la temperatura di fermentazione ed ossidazione, ed altri ancora.
Le fasi di fermentazione alcolica e ossidazione acetica richiedono concentrazioni di zuccheri non molto elevate per permettere ai microrganismi di metabolizzare correttamente le molecole presenti; questo è il motivo per il quale l'Aceto Balsamico Tradizionale parte da un mosto cotto acetificato con una densità inaspettatamente bassa anche dopo 2 anni (26-30 gradi Brix).
Osservando il fratello più economico invece, l'aceto balsamico di Modena IGP, si può vedere come su prodotti da 60 giorni di invecchiamento la densità è decisamente più elevata: il motivo è che in quel caso non vengono svolte alcune fermentazioni o ossidazioni da parte di microrganismi, ma il gusto agrodolce viene ottenuto semplicemente mescolando una parte dolce (mosto d'uva cotto o concentrato) con una acida (aceto di vino) ed eventualmente caramello per inscurire. Va da sé che, senza bisogno di fermentazioni, il mosto d'uva di partenza non deve necessariamente essere liquido, ma può essere molto più concentrato in modo da avere una densità maggiore anche dopo soli 2 mesi.

### Maturazione ed invecchiamento

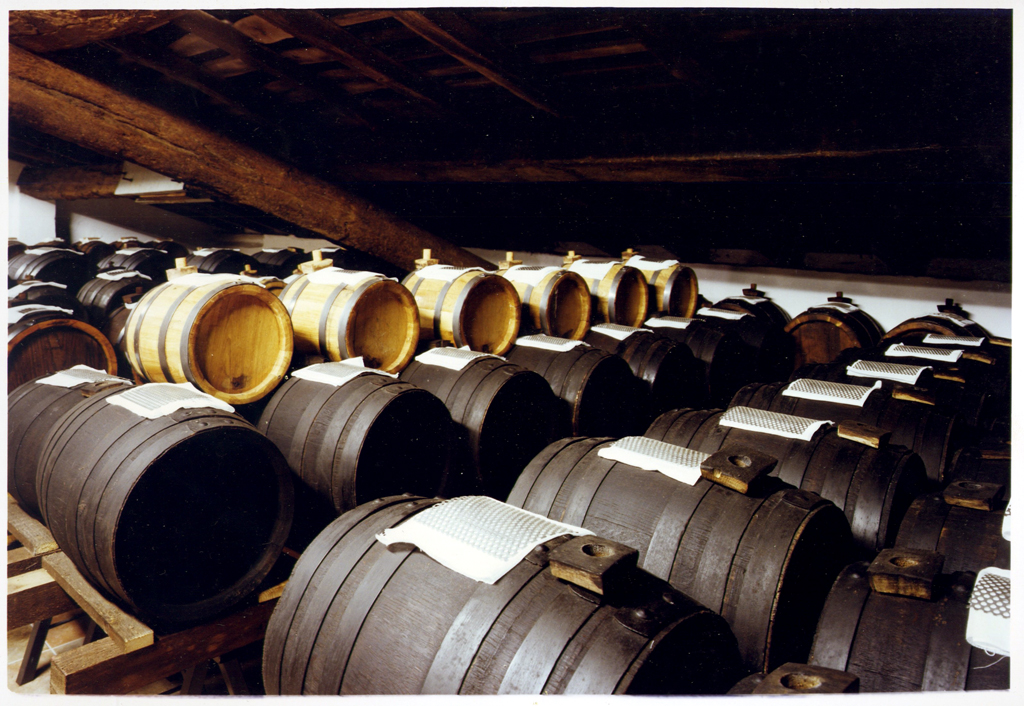
Collocazione di un'acetaia in una vecchia soffitta ristrutturata

Una volta fermentato ed acetificato, il prodotto inizia la fase di maturazione ed invecchiamento, due fasi caratterizzate dall'effetto degli enzimi dispersi nel liquido dall'autolisi dei microrganismi (fermenti ed acetobatteri). Gli enzimi catalizzano processi chimico-fisici che originano sapori e profumi sempre più complessi, senza però essere coinvolti nelle reazioni stesse (per cui al loro termine saranno "pronti" a catalizzarne di nuove). Al termine di tale fase di maturazione, detta "enzimatica", con il drastico ridursi delle reazioni catalizzate dagli enzimi, si innescano processi di ossidazione e ossiriduzione che danno origine a ulteriori modificazioni delle proprietà chimico-fisiche dell'aceto, spingendosi fino alla formazione acidi umici, e facendo raggiungere un equilibrio fra le sostanze fisse e volatili (ciò che gli assaggiatori chiamano "armonia matura ed amalgamata" del prodotto).
Oltre a ciò, durante gli anni di maturazione ed invecchiamento, l'aceto balsamico tradizionale subisce una continua concentrazione, a causa della perdita di volume acquoso mediante evaporazione. Generalmente il "calo annuale" si attesta sull'8-15% per le botti più grandi, dette "di testa", incrementando fino al 12-25% per i barili più piccoli ("di coda").
L'invecchiamento è legato innanzitutto al tempo che l'aceto trascorre all'interno dei vari barili (la cosiddetta "batteria") definito come "età" o "tempo di residenza", ma anche a tutti i cambiamenti dipendenti dal tempo che occorrono nelle proprietà chimiche, fisiche e sensoriali dell'aceto balsamico tradizionale ("tempo fisico di maturazione").
La fase di maturazione dura all'incirca dieci anni: assommata ai circa due anni necessari per la fermentazione ed acetificazione del prodotto di partenza, ciò giustifica i 12 anni richiesti come requisito minimo per la definizione di ABT. I 25 anni richiesti per il prodotto extra vecchio sono invece definiti in modo arbitrario, poiché i processi enzimatici ed ossidativi non hanno praticamente fine, durando ininterrottamente per secoli.
Per permettere questi continui scambi di ossigeno, vapor acqueo e sostanze volatili, è fondamentale che l'ABT sia conservato ed invecchiato in contenitori sostanzialmente aperti: la disponibilità di botti per il trasporto del vino alle isolate osterie di campagna (generalmente di modeste capacità), e l'accumularsi di un bagaglio di esperienze e tradizioni, ha probabilmente indotto l'utilizzo di piccoli barili di legno per la maturazione e conservazione del prodotto, al posto di altre forme di contenitori (damigiane di vetro, anfore...). Ed infatti il legno garantisce scambi con l'ambiente esterno non solo attraverso il cocchiume di apertura, ma anche mediante la sua porosità, durante tutte le fasi di vita del balsamico tradizionale. La batteria va collocata necessariamente in un luogo che risenta delle escursioni termiche fra il giorno e la notte, ma ancor di più fra l'estate e l'inverno: il processo di acetificazione, infatti, richiede una temperatura ambientale superiore ai 20-22 °C, al di sotto dei quali gli acetobatteri rimangono in stato di quiescenza. Per converso, il freddo invernale è necessario a rallentare il processo evaporativo e a far sedimentare sul fondo le sostanze mucillaginose e le parti corpuscolate del liquido, nonché a garantire una decisa attività delle parti odorose. Ed infatti ancor oggi le botti trovano collocazione nei sottotetti delle case, in modo da esporre l'aceto in invecchiamento tanto ai rigidi inverni quanto alle afose estati emiliane. Le grosse acetaie, con decine se non centinaia di batterie, sono sovente collocate in vecchi fienili riadattati, oppure in moderni capannoni studiati appositamente per garantire l'effetto delle stagioni.

### Le botti

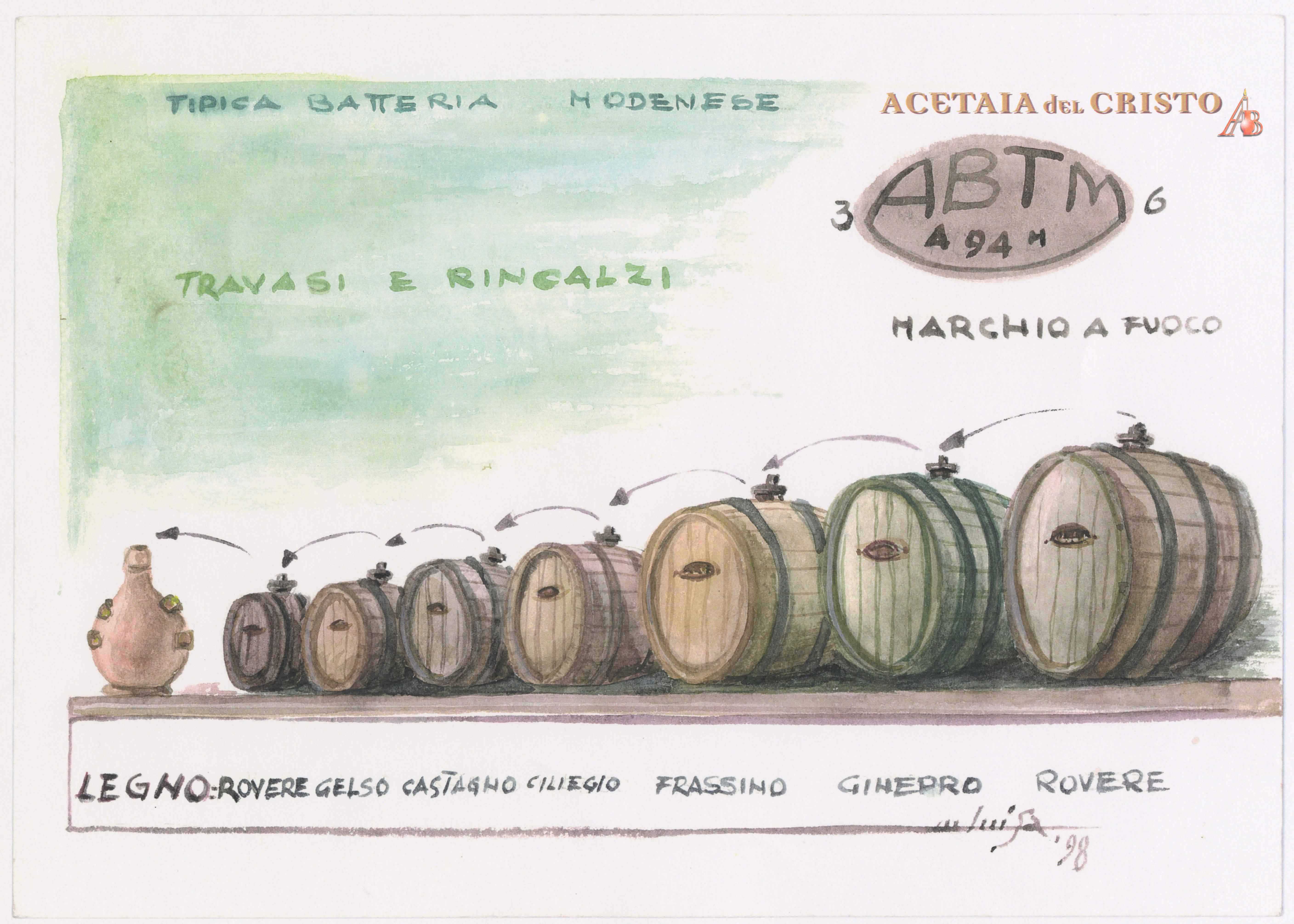
Rappresentazione su acquerello di una batteria composta da sette botti di legni differenti

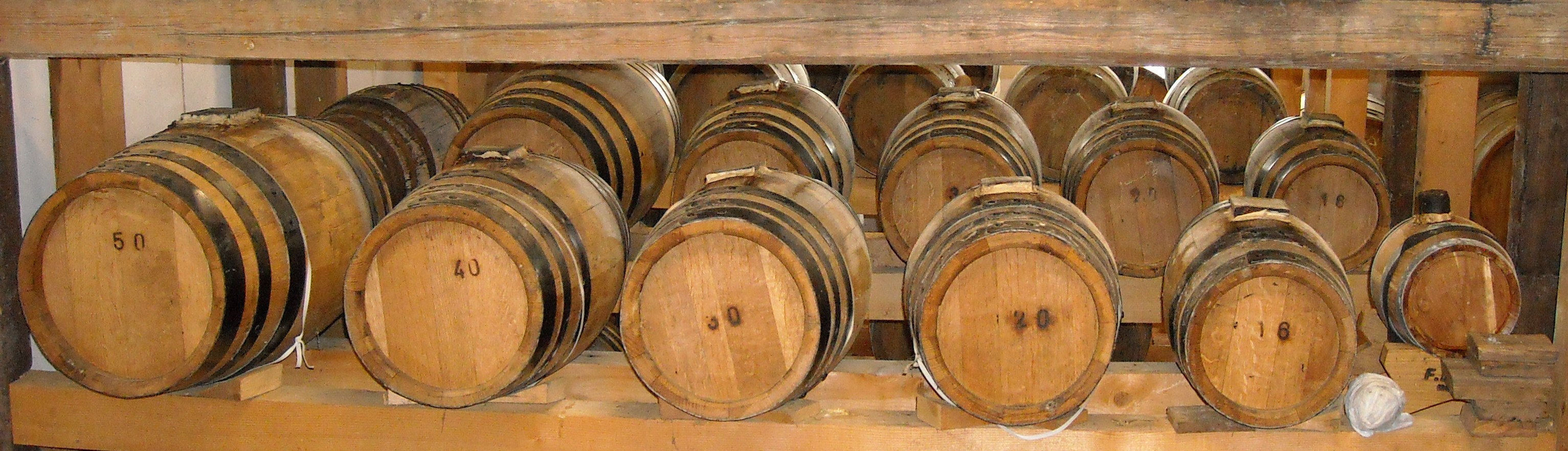
Possibile configurazione di una batteria di botti

La "batteria" di botti è formata da un numero dispari di barili di legno superiore a cinque e di differente capacità, disposte in ordine decrescente. Non vi è una spiegazione chiara ed univoca sul perché le botti debbano essere in numero dispari, ma così ha sempre voluto una vecchia ed ancor oggi rispettata tradizione locale. Il numero pari o superiore a cinque è chiaramente individuabile nell'esigenza di diversificazione dei legni ed aumentare il periodo di rimanenza del prodotto in batteria.
Le tipiche botti modenesi e reggiane sono per dimensioni simili al caratello, ma di forma più tozza e meno allungata.
Ogni botte presenta un'apertura generalmente rettangolare su due o tre doghe, chiamata "cocchiume", che facilita l'ispezione e le operazioni di manutenzione, così come l'ossigenazione e l'evaporazione del prodotto. Per permettere la maturazione del prodotto e la continua azione degli acetobatteri le botti non sono sigillate, ma coperte solo da una pezza, lasciando liberi gli acetobatteri di scambiare ossigeno con l'ambiente circostante. Anche l'aria che lentamente filtra attraverso le fibre e le porosità del legno partecipa attivamente alle fasi di maturazione ed invecchiamento e quindi ai fondamentali scambi di ossigeno.
Infine la conservazione del prodotto in barili di legno aperti permette anche sua la progressiva concentrazione, a seguito dell'evaporazione annuale di una significativa quantità della frazione acquosa, unitamente alla dispersione di altre sostanze volatili. Allo stesso tempo alcuni studi hanno evidenziato che l'apertura dei cocchiumi, nel favorire l'evaporazione della frazione acquosa, comporta anche perdite significative di sostanze odorose e acidità volatile, cosa ritenuta non desiderabile per la qualità del prodotto. Gli stessi studi avrebbero dimostrato come, anche sigillando i cocchiumi con cera alimentare, l'evaporazione delle molecole più piccole come acqua e ossigeno continua ad avvenire attraverso le fibre del legno, che si comporta come un vero e proprio "setaccio molecolare", trattenendo etanolo, acido acetico ed esteri. Naturale conclusione di tale ragionamento è il suggerimento di riempire completamente le botti - cosa che contraddirrebbe la tradizione consolidata - in modo da aumentare la superficie di contatto fra il liquido ed il legno, e quindi la superficie di evaporazione.
Le botti non vengono custodite in cantina, ma generalmente nei sottotetti, preferibilmente non coibentati. L'acetaia è il luogo perfetto per la maturazione dell'aceto balsamico tradizionale, che necessita forte escursione termica tra inverno ed estate.
Nella stagione calda, grazie alle alte temperature (in acetaia si arriva anche a 40 °C) si ha la maggior attività batterica e anche la maggior evaporazione, mentre in inverno l'attività batterica rallenta e il prodotto sedimenta tutte le impurità sul fondo della botte.
Annualmente parte del contenuto di ogni botte viene travasato nella botte più piccola immediatamente adiacente, secondo una precisa sequenza, fino ad ottenere nell'ultima botte un prodotto molto concentrato.
La botte più grande, quella in cui annualmente viene inserito il mosto cotto fermentato, viene tradizionalmente chiamata "badessa". Non è infrequente vedere acetaie in cui la badessa viene tenuta esterna alla batteria, usandola quindi come contenitore dedicato esclusivamente all'acetificazione del prodotto, ed introducendo quindi un'ulteriore passaggio al tempo di residenza dell'ABT in acetaia. Come badesse, in svariati casi vengono riutilizzate barriques da vino, che servono quindi ad alimentare annualmente 2-4 batterie.

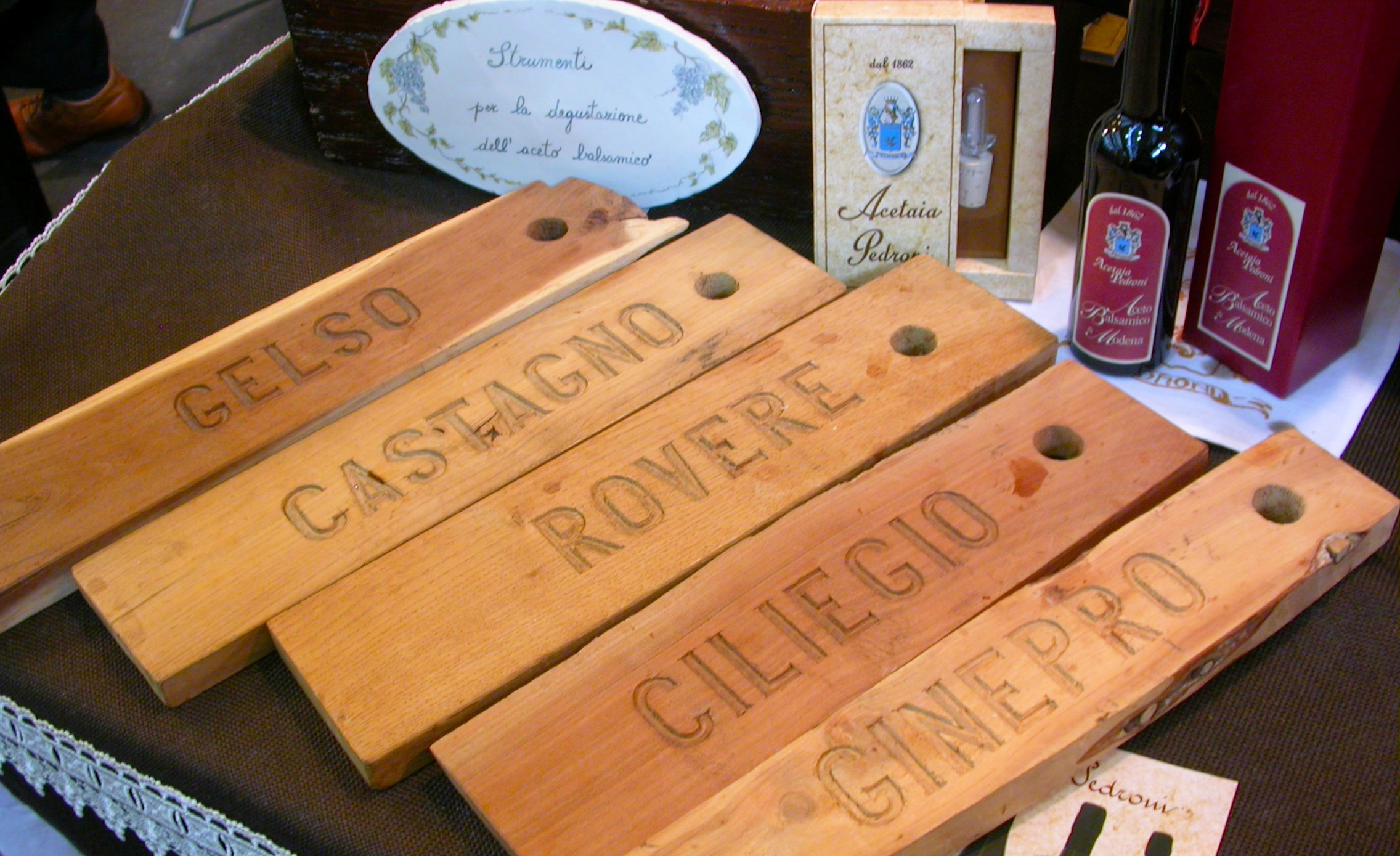
Alcune qualità di legno usate nella costruzione delle botti

#### I legni
I disciplinari di produzione del prodotto prevedono che per le botti si utilizzino legni pregiati della zona di origine (ovvero gli antichi domini estensi). Per la DOP reggiana, il disciplinare li individua in castagno, rovere, gelso, ciliegio, ginepro, frassino e robinia, mentre nel Piano dei Controlli dell'ABTM, questi ultimi due non sono citati.

In realtà i legni più tradizionali e più utilizzati sono rovere e castagno, che da soli rappresentano circa il 75% delle botti avviate, mentre il ginepro ed il gelso, pur tramandati dalla tradizione, sono per differenti motivi piuttosto minoritari. L'inserimento di legni di ciliegio, frassino e robinia si è avuta in tempi recenti, portando a buoni risultati in termini di tenuta delle botti e di cessione di colori, profumi e sapori. Sempre di recente sono stati utilizzati anche legni di pero e melo, con problemi però per quanto riguarda la tenuta dei barili. 

Ciascun produttore seguendo le regole del Disciplinare sceglie a suo piacimento legni più o meno aromatici per le sue botti, tuttavia il ginepro rimane in assoluto l'essenza più aromatica, con forti note resinose e speziate. Il suo utilizzo è molto più raro nel modenese che nel reggiano, rendendo così l'ABTRE mediamente più caratterizzato da queste note rispetto all'ABTM.
Il processo differisce da acetaia ad acetaia ed è spesso frutto di esperienze tramandate nei secoli da famiglie di produttori, che donano a ciascun aceto caratteristiche peculiari.

#### Rincalzi e travasi

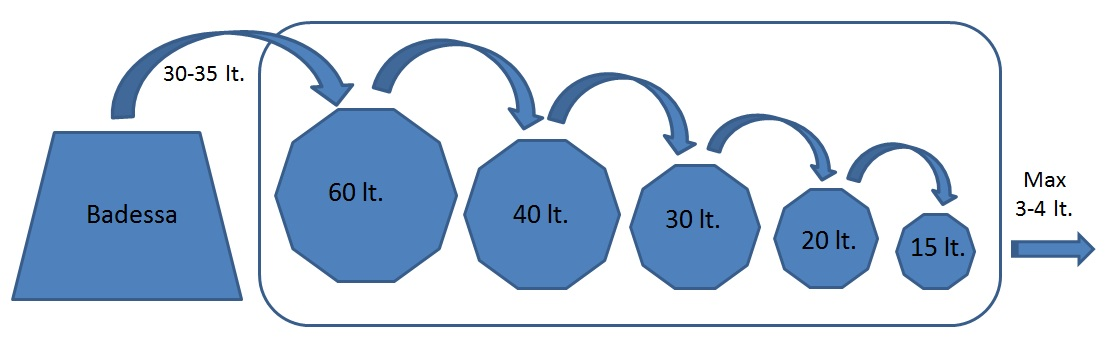
Procedura di rincalzo e modello di concentrazione vettoriale nella batteria di invecchiamento per l'aceto balsamico tradizionale

La produzione di aceto balsamico tradizionale è un processo quasi continuo, annuale, di prelievo del prodotto finito dalla botte più piccola, di riempimento della parte mancante e di quella evaporata durante l'anno col prodotto contenuto nel barile immediatamente a monte (travaso), ed infine il "rincalzo" della botte più grande col prodotto "fresco", ossia il mosto cotto e fermentato, che avvia così la sua acetificazione. Come già accennato, è sempre più invalsa l'abitudine ad eseguire la fase di acetificazione esternamente alla batteria, in una "badessa", botte o un tino, che pertanto aggiunge un'ulteriore fase di passaggio.
Si tratta di una procedura decisamente simile al metodo soleras usato in Spagna e in Portogallo per l'invecchiamento dello Sherry e del Madeira, ma anche in Sicilia per quanto riguarda il Marsala.

#### Età e resa
Ogni botte contiene quindi una mistura di aceti di età e caratteristiche differenti - le proprietà organolettiche variano ogni anno a seconda delle uve, della cottura e delle stagioni, e quindi "l'età" dell'aceto può essere considerata come il tempo medio di permanenza del prodotto in batteria rapportato - ponderato - alle diverse quantità di aceto immesso negli anni.
È stato a lungo dibattuto come calcolare la reale "età" del prodotto, anche in considerazione del fatto che il disciplinare pone come termine minimo un invecchiamento di 12 anni dall'avvio di una batteria ex novo: ovviamente al termine del dodicesimo anno, solo una frazione del prodotto contenuto nella botte più piccola risale all'aceto immesso dodici anni prima, mentre gran parte del contenuto è frutto dei successivi rincalzi e travasi.
In anni recenti è stato proposto un modello capace di stimare l'età media dell'ABTM in relazione ai rincalzi, ai prelievi succedutisi ed al volume delle botti, che potrebbe essere un adeguato strumento di certificazione dell'età del prodotto.
La procedura dei rincalzi impone un limite superiore al tempo di residenza dell'aceto nelle botti.
La resa della batteria è pertanto calcolata come rapporto fra la quantità di prodotto prelevato (ABT) e la quantità di prodotto rincalzato nella botte più grande (mostoac):
{\displaystyle Resa={\frac {ABT}{mostoac.}}}
La resa indica la capacità di una batteria di concentrare il mosto cotto ed acetificato, correlandola all'evaporazione della frazione acquosa del prodotto. Basse rese sono dovute tanto a prelievi relativamente modesti, sia e soprattutto ad alti tassi di evaporazione. Ciò comporta che se il tasso di evaporazione è alto, più veloce è il flusso del prodotto da un barile all'altro, e minore è il tempo di residenza. Di conseguenza, quando il tasso di resa è basso, l'età dell'aceto potrebbe essere altrettanto bassa, essendo in funzione inversa alla quantità di prodotto rincalzato.
La percentuale di prodotto prelevata annualmente incide direttamente sulla qualità dell'aceto nel medio-lungo periodo: più prodotto prelevo oggi, più abbasso l'età media dell'aceto in giacenza nella batteria e più prodotto dovrò rincalzare. Per ABTM il prelievo annuale può essere fatto fino ad un massimo del 30% della giacenza totale; per ABTRE il prelievo può invece toccare un massimo del 15% del totale. Ciò giustifica parzialmente il fatto che la produzione di ABTM è più di 5 volte maggiore rispetto a quella di ABTRE (12.000 lt/anno contro 2.000 lt/anno) e il fatto che, mediamente, il prodotto di Reggio Emilia è leggermente più costoso e dalle caratteristiche sensoriali più complesse.

## Caratteristiche

### Composizione chimica
| Componenti principali | Media (g/Kg)  | σ      | Composti volatili | Mediana (mg/kg) | σ | Molecole antiossidanti | Media (g/Kg) | σ     |
| --------------------- | ------------- | ------ | ----------------- | --------------- | - | ---------------------- | ------------ | ----- |
| Solidi solubili       | 739 (73,9°Bx) | ±10,5  | Alcooli           | 18,4            | - | Acidi fenolici         | 606,0        | ±7,9  |
| Glucosio              | 230,60        | ±30,45 | Aldeidi           | 1,94            | - | Flavanoli              | 304,2        | ±13,0 |
| Fruttosio             | 210,14        | ±30,37 | Acidi             | 15,4            | - | Flavonoli              | 241,4        | ±14,9 |
| Acido tartarico       | 7,8           | ±2,5   | Acetati           | 2,61            | - | Tannini                | 349,0        | ±19,5 |
| Acido succinico       | 5,0           | ±7,0   | Esteri            | 0,71            | - |                        |              |       |
| Acido acetico         | 18,8          | ±4,5   | Derivati enolici  | 1,36            | - |                        |              |       |
| Acido malico          | 10,4          | ±3,2   | Composti furanici | 1773            | - |                        |              |       |
| Acido gluconico       | 18,7          | ±12,7  | Chetoni           | 0,77            | - |                        |              |       |
| Acido lattico         | 1,2           | ±0,7   | Lattoni           | 4,5             | - |                        |              |       |
|                       |               |        | Fenoli            | 105             | - |                        |              |       |
|                       |               |        | Terpeni           | 10,01           | - |                        |              |       |

La composizione dell'aceto balsamico tradizionale è complessa e non ancora pienamente conosciuta.
Le classi dei componenti principali sono quella degli zuccheri (in particolare glucosio e fruttosio) e degli acidi organici (fra gli altri, gli acidi acetico, gluconico, malico, tartarico, succinico).
La classe dei composti minori si riferisce agli elementi volatili ed alle molecole antiossidanti, principalmente i polifenoli.
Un importante classe di composti minori, di recente indagata, sono le melanoidine, una miscela eterogenea di polimeri derivanti da reazioni di degradazione dello zucchero, innescate durante la cottura del mosto d'uva.
Questi polimeri contribuiscono a molte caratteristiche chimico-fisiche dell'aceto balsamico tradizionale, tra cui le proprietà colligative, l'indice di rifrazione, la densità, il calore specifico di fusione e le proprietà reologiche.

### Proprietà fisiche
Le più importanti proprietà fisiche dell'ABT sono:
- pH - generalmente inferiore a 3, una misura di dissociazione degli acidi carbossilici;
- densità - intesa come densità di massa a 20 °C, non può essere inferiore a 1,24 g/ml, ed è una misura del grado di concentrazione del soluto tanto quanto dell'evaporazione dell'acqua;
- indice di rifrazione - solitamente espresso con la scala di Brix, per un valore auspicabilmente non superiore a 73°BX[32];
- colore - varia dal giallo/bruno al bruno scuro durante l'invecchiamento, a causa della accumulazione dei composti, principalmente melanoidine, da reazioni non enzimatiche come ad esempio la degradazione acidica-catalizzata dello zucchero e la reazione di Maillard[31];
- viscosità - tale proprietà fisica è una misura macroscopica del grado di interazione intermolecolare all'interno della massa d'aceto, ed è facilmente determinata come la resistenza al flusso in condizioni sperimentali controllate. La viscosità dell'aceto balsamico tradizionale si aggira in media intorno a 0,56 Pa⋅s (pascal per secondo)[33] e determina la scorrevolezza dell'ABTM come viene valutata visivamente secondo le procedure per le valutazioni sensoriali;
- indice di flusso - indica la deviazione delle proprietà di flusso dalla linearità (comportamento newtoniano)[33].

## Regolamentazione

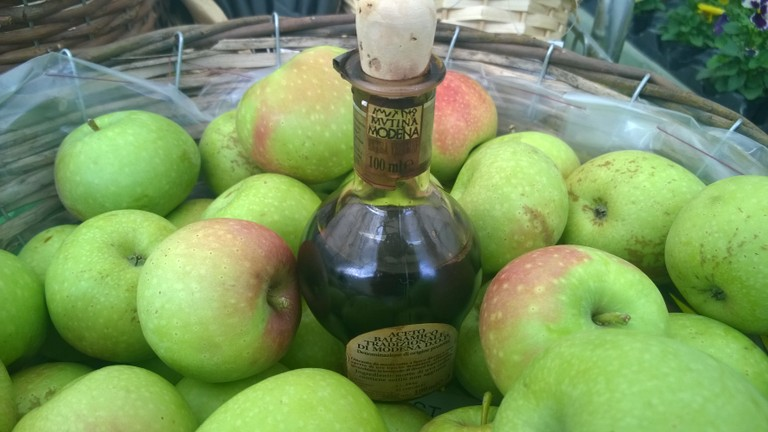
Aceto balsamico tradizionale di Modena e mele campanine

Nel 1977 venne assegnata la DOC (D.M. 9-2-1977) all'"aceto balsamico di Modena" prodotto secondo i metodi tradizionali. Si era ancora agli albori della commercializzazione del prodotto tradizionale, condimento fino a quel momento riservato prevalentemente al consumo familiare. Per distinguerlo dal "balsamico industriale", che si era ormai affermato tanto sul mercato interno che su quelli stranieri, venne spesso utilizzato il termine "'naturale'". Tale termine venne però avversato dai produttori del "balsamico industriale", che ritenevano che potesse indurre il consumatore a pensare che il loro prodotto fosse di sintesi o comunque "non naturale".
Il 5 aprile 1983 un decreto ministeriale riconobbe la denominazione "Aceto Balsamico Tradizionale di Modena", per distinguere il prodotto da quello "industriale" dopo anni di liti e contenziosi legali fra i differenti produttori, a causa della confusione ingenerata nei consumatori, avendo entrambi i prodotti la medesima denominazione. Con tale decreto l'ABTM venne classificato come "condimento alimentare", mentre l'ABM rimase nella categoria degli aceti in senso stretto. Tale definizione comprendeva tutti i balsamici tradizionali prodotti nelle due provincie di Modena e Reggio Emilia.
Il 17 aprile 2000 il Consiglio europeo, con l'adozione del Regolamento (CE) n. 813/2000, riconobbe due differenti "Denominazioni di Origine Protetta - DOP" agli aceti balsamici tradizionali prodotti nelle due provincie di Modena e Reggio, definendone i vari aspetti: 1) le basi ampelografiche dei vigneti; 2) l'area geografica di produzione; 3) le caratteristiche delle materie prime; 4) le procedure di produzione; 5) i requisiti chimici, fisici e sensoriali per la vendita; 6) l'imbottigliamento, l'etichettatura e la presentazione.

### Controllo qualità
| Valori nutrizionali per 15 g di prodotto | ABT    | ABT Extra vecchio |
| ---------------------------------------- | ------ | ----------------- |
| Sodio (g)                                | 0,0029 | 0,0038            |
| Carboidrati totali (g)                   | 9,03   | 9,23              |
| Fibra alimentare (g)                     | 0,03   | 0,03              |
| Zuccheri (g)                             | 9,03   | 9,23              |
| Proteine (g)                             | 0,31   | 0,33              |
| Acidità (Acido Acetico) (g)              | 0,87   | 0,93              |
| Alcol Etilico (ml)                       | 0,01   | 0,01              |
| Ferro (mg)                               | 0,34   | 0,35              |
| Calcio (mg)                              | 6,09   | 7,75              |

L'Ente certificatore autonomo è nominato direttamente dal Ministero delle politiche agricole alimentari e forestali ed ha il compito di verificare il rispetto del Disciplinare di Produzione durante tutto l'iter produttivo, nonché la validità delle proprietà organolettiche dell'aceto balsamico tradizionale prima che venga messo sul mercato. Ogni singola partita destinata all'imbottigliamento (che viene svolto unicamente nei centri autorizzati e certificati) deve soddisfare il rispetto del disciplinare di produzione.
Per l'aceto balsamico tradizionale viene effettuato un accertamento delle caratteristiche riconducibili alle effettive proprietà mediante un esame organolettico eseguito da parte di qualificate commissioni d'assaggio, formate da 5 "assaggiatori" abilitati dalle Camere di Commercio di Modena e Reggio Emilia. In questo modo ogni produttore, anche se non associato ad un Consorzio di Tutela, è obbligato ad aderire al piano di controllo gestito dall'ente certificatore. L'assaggio del prodotto da parte di assaggiatori specializzati e formati è un'analisi oggettiva con il fine di individuare e garantire le caratteristiche peculiari del campione preso in esame nei suoi aspetti: visivo, olfattivo e gustativo. Queste caratteristiche sono definite dai disciplinari di produzione. L'aceto balsamico può essere imbottigliato soltanto dopo il parere favorevole della commissione d'assaggio a conferma delle qualità organolettiche del prodotto e dell'assenza di difetti.
Il profilo sensoriale dell'ABTRE è valutato in modo edonico, ossia con scale di 400 punti numerici per i differenti aspetti che concorrono a creale la qualità del prodotto. Per essere imbottigliato, il prodotto deve raggiungere un livello minimo di punti (240), fermi restando i requisiti chimico-fisici minimi analizzati dall'Ente certificatore, nonché l'età della batteria. Per ottenere la dicitura "Extra vecchio" è indispensabile ottenere un punteggio significativamente più alto (300 punti per l'ABTRE "Oro"). L'analisi sensoriale viene fatta su parametri: 
-Visivi (viscosità 6%, colore 5%, limpidezza 3%) = 14% totale
-Olfattivi (finezza 6%, franchezza 6%, persistenza 6%, acetico 8%) = 26% totale
-Gustativi (pienezza 11%, intensità di affinamento 11%, armonia 14%, acidità 14%) = 50% totale
-Sensazione complessiva = 10% totale
L'ABTM ha una scala strutturata in modo leggermente diverso. Il peso dei parametri visivi è del 15%, olfattivi 30%, gustativi 45%, sensazione finale (gusto-olfattiva) 10%. Sono richiesti almeno 229 punti per l'affinato e 255 punti per l'extravecchio.
Nell'attuale quadro di norme, la definizione di età prende in considerazione solamente la data di avvio della batteria, mentre i metodi per la valutazione sensoriale non sono specificati: tale valutazione viene effettuata attraverso sedute di assaggio, la cui efficacia è ritenuta da alcuni non adeguata, basti considerare che le commissioni di assaggio dei due balsamici DOP adottano procedure e valutazioni differenti per un prodotto grossomodo identico. Al momento non vi è un'agenzia unica per l'analisi sensoriale dei balsamici di Modena e Reggio Emilia, ed in entrambi i casi non sono stati presi in considerazione criteri di analisi già proposti dalla letteratura scientifica in materia.

### Vendita

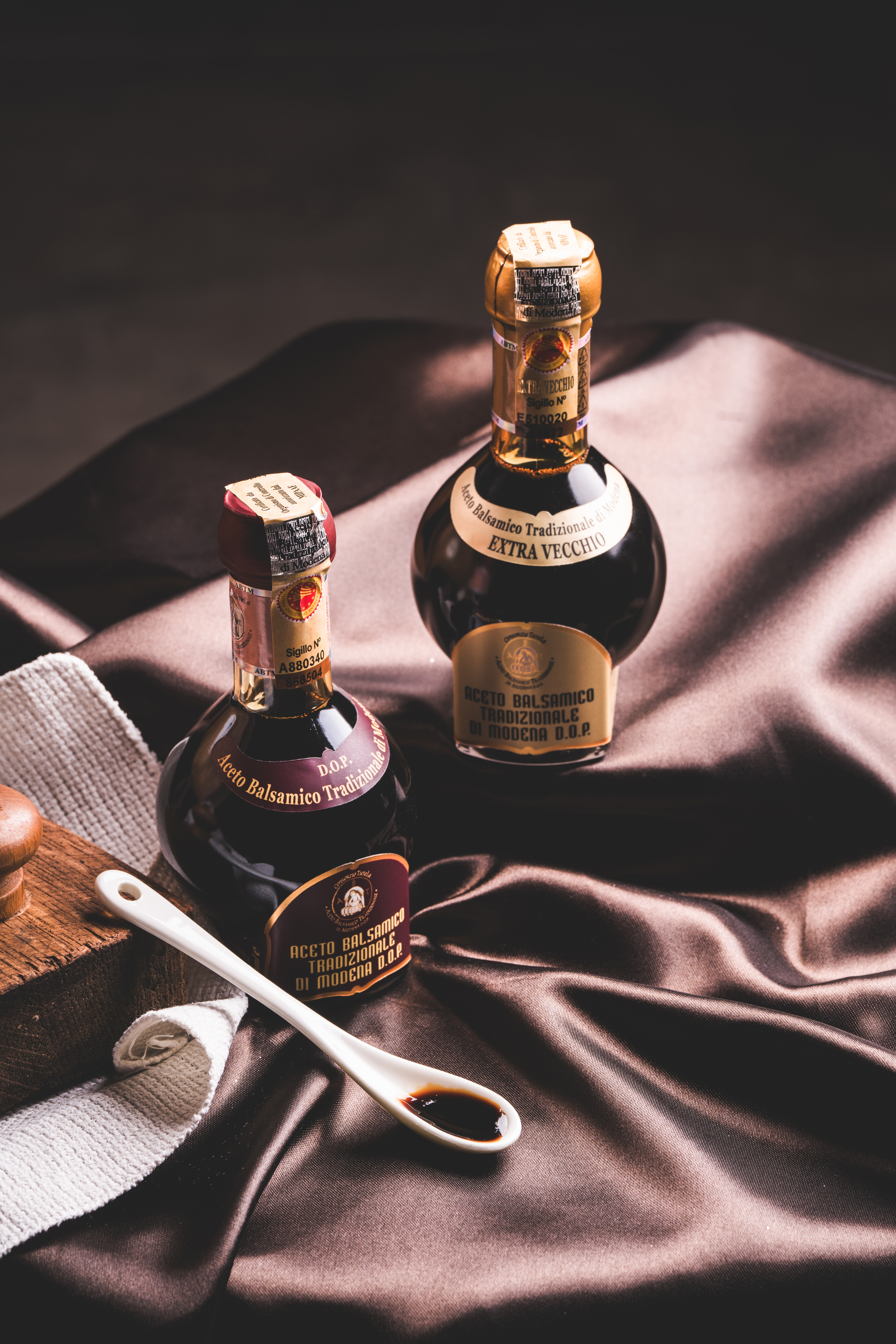
La bottiglietta di Giugiaro con l'etichetta ufficiale del Consorzio di Tutela, con etichetta Bordeaux per la versione affinato (invecchiamento di almeno 12 anni) ed oro per extravecchio (invecchiamento di almeno 25 anni)

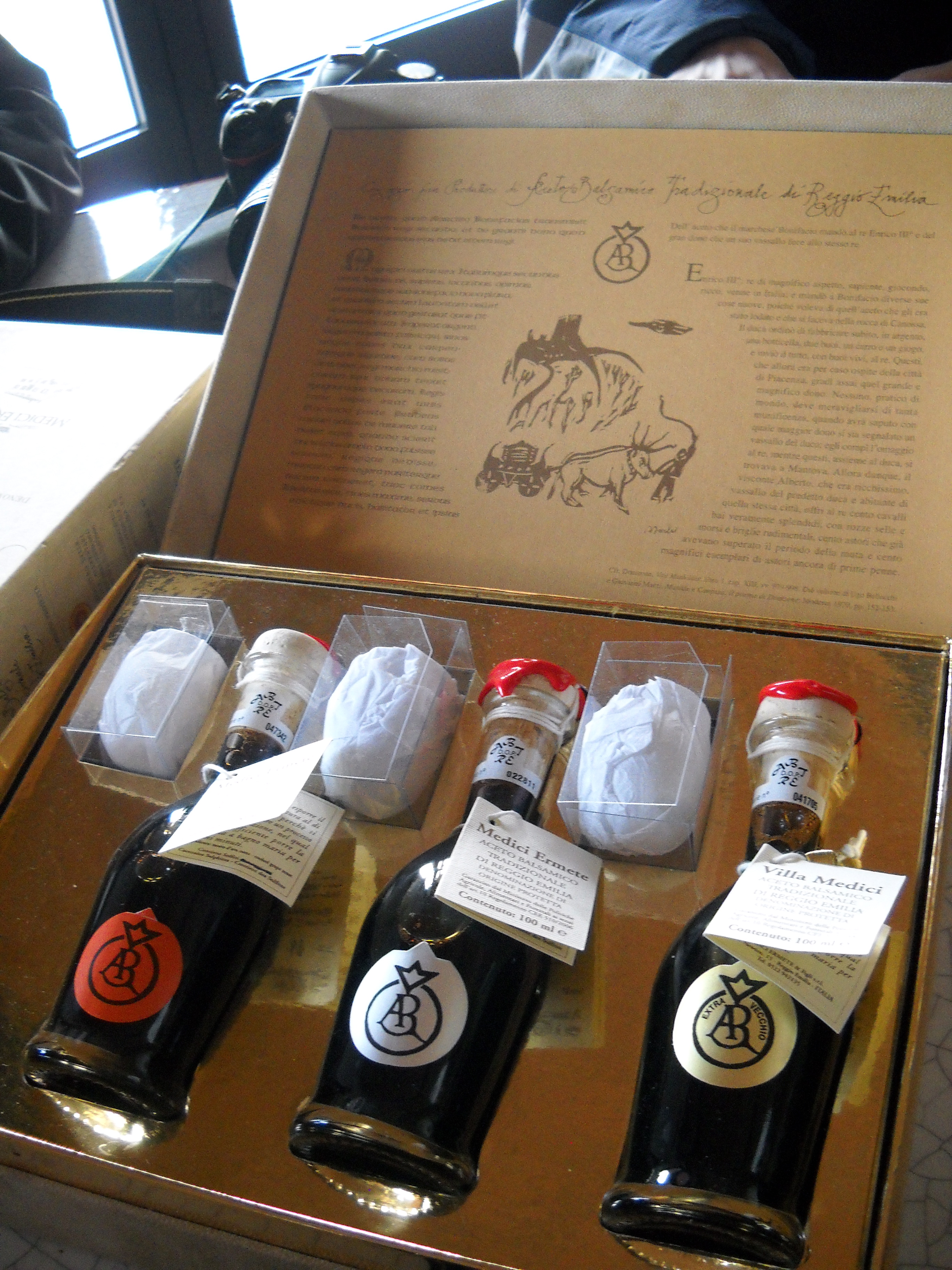
Cofanetto con tre bottiglie di Aceto Balsamico Tradizionale di Reggio Emilia - Bollino Aragosta, Bollino Argento e Bollino Oro

Per l'immissione in commercio, oltre all'età minima di dodici anni, il prodotto deve rispondere ad alcuni parametri precisi, fissati dall'art. 6 del disciplinare di produzione quanto a colore, sapore, profumo, densità ed acidità.
L'ABTM certificato viene imbottigliato in speciali bottigliette da 100 ml, di vetro bianco massiccio, sferiche con base rettangolare, disegnate in esclusiva dal designer Giorgetto Giugiaro. La bottiglietta dell'ABTRE, anch'essa di vetro bianco ed utilizzata esclusivamente per il balsamico tradizionale, ha la forma di un tulipano rovesciato.
Si distinguono due tipi di prodotto:
- Aceto Balsamico Tradizionale: maturato per almeno 12 anni dal momento di avvio della batteria (identificato da capsule di colore amaranto, avorio o giallo paglierino per l'ABTM con solo valore estetico e almeno 229 punti all'analisi sensoriale, mentre l'ABTRE differenzia il prodotto "base" - o "affinato" - in due categorie, bollino aragosta per prodotto con valutazione 240-269 punti e almeno 12 anni di invecchiamento e bollino argento per 270-299 punti, mediamente per prodotti più vecchi).
- Aceto Balsamico Tradizionale Extra vecchio: maturato ed invecchiato per almeno 25 anni dall'avvio della batteria (identificato da capsule color oro per l'ABTM e almeno 255 punti all'analisi sensoriale ed un bollino dorato per l'ABTRE di almeno 300 punti).

Come la tradizione e l'esperienza hanno tramandato, le esigenze di mantenimento della qualità, impongono dei limiti al prelievo di prodotto dalla botte più piccola di ogni batteria. Tali limiti di prelievo sono fissati dai piani dei controlli e si attestano, per l'ABTRE, al 15%.

Nell'autunno del 2015 è stato redatto un nuovo piano dei controlli per l'ABTM che, riducendo potenzialmente le quantità disponibili al prelievo, ha creato diffusi malumori tra i produttori che temono flessioni eccessive nelle quantità prelevabili. I produttori di ABTM possono prelevare fino al 30% di prodotto, il doppio in più rispetto a quelli dell'ABTRE.
L'imbottigliamento può avvenire solamente entro i confini della provincia di Modena (ABTM) o di Reggio Emilia (ABTRE), ed ogni bottiglia viene sigillata da un contrassegno numerato apposto sopra il tappo in modo che debba essere rotto per poter aprire la confezione. L'etichetta non può assolutamente riportare aggettivi o qualificazioni relative al prodotto, quali "riserva", "speciale", oppure riferimenti all'annata di produzione.

### Tutela

#### ABTM
Nel 1967 nacque a Spilamberto la "Consorteria dell'Aceto Balsamico Tradizionale di Modena", un'associazione di appassionati e studiosi che fin dall'inizio ha svolto una continua opera di promozione dell'ABTM, divenendo negli anni determinante per la diffusione delle conoscenze e per la promozione della qualità. Oggi essa sostiene la divulgazione della tradizione, è parte attiva nelle ricerche scientifiche, istituisce corsi d'avviamento alla conduzione dell'acetaia ed all'assaggio, conduce corsi di mantenimento per gli assaggiatori titolati ad ogni livello. Ha promosso la nascita nel 2002, sempre a Spilamberto, del Museo del Balsamico Tradizionale, dove i visitatori possono scoprire, conoscere ed anche assaggiare in modo guidato il prezioso prodotto, ma anche visitare l'acetaia della consorteria stessa.
Con la concessione della DOP, nel 1978 nacque il "Consorzio Produttori Aceto Balsamico Tradizionale di Modena" per la commercializzazione e la tutela del prodotto. Nel 2002, a seguito di inadempienze, il MiPAAF revocò l'incarico di Ente di Tutela al Consorzio Produttori, mentre poco dopo venne sequestrata l'intera produzione dell'anno (circa 100.000 bottigliette). Sullo sfondo vi fu una guerra fra i differenti produttori, che rischiò di mettere in seria discussione l'attribuzione del marchio DOP, il cui termine per l'attribuzione ai produttori stessi cadeva esattamente il giorno dopo il sequestro. Nel 2011 il consorzio cambiò il proprio nome in "Consorzio Produttori Antiche Acetaie".
Nel 2003 vide la luce, dopo un complesso percorso cui parteciparono anche gli enti territoriali, il "Consorzio Tutela Aceto Balsamico Tradizionale di Modena", riconosciuto ufficialmente nel 2009 dal MiPAAF quale Ente di Tutela.

#### ABTRE
In provincia di Reggio dall'inizio degli anni '80 opera la Confraternita dell'Aceto Balsamico Tradizionale che, analogamente alla Consorteria modenese, svolge un'attività di ricerca storica e scientifica sul prodotto, organizza corsi di formazione per l'avviamento e la conduzione di un'acetaia, degustazioni, e soprattutto il Palio Matildico, una gara fra numerosi produttori amatoriali della provincia che annualmente decreta il miglior balsamico reggiano.
Nel 1987 nacque un Consorzio fra Produttori di ABTRE, che fin dall'inizio lavorò per la stesura di un disciplinare reggiano di produzione ed oggi ricopre il ruolo di Consorzio di Tutela riconosciuto dal Ministero. Esiste anche un "Sindacato produttori Aceto balsamico tradizionale di Reggio Emilia”, di più recente costituzione a causa di contrasti con il consorzio.

## Utilizzo e gastronomia

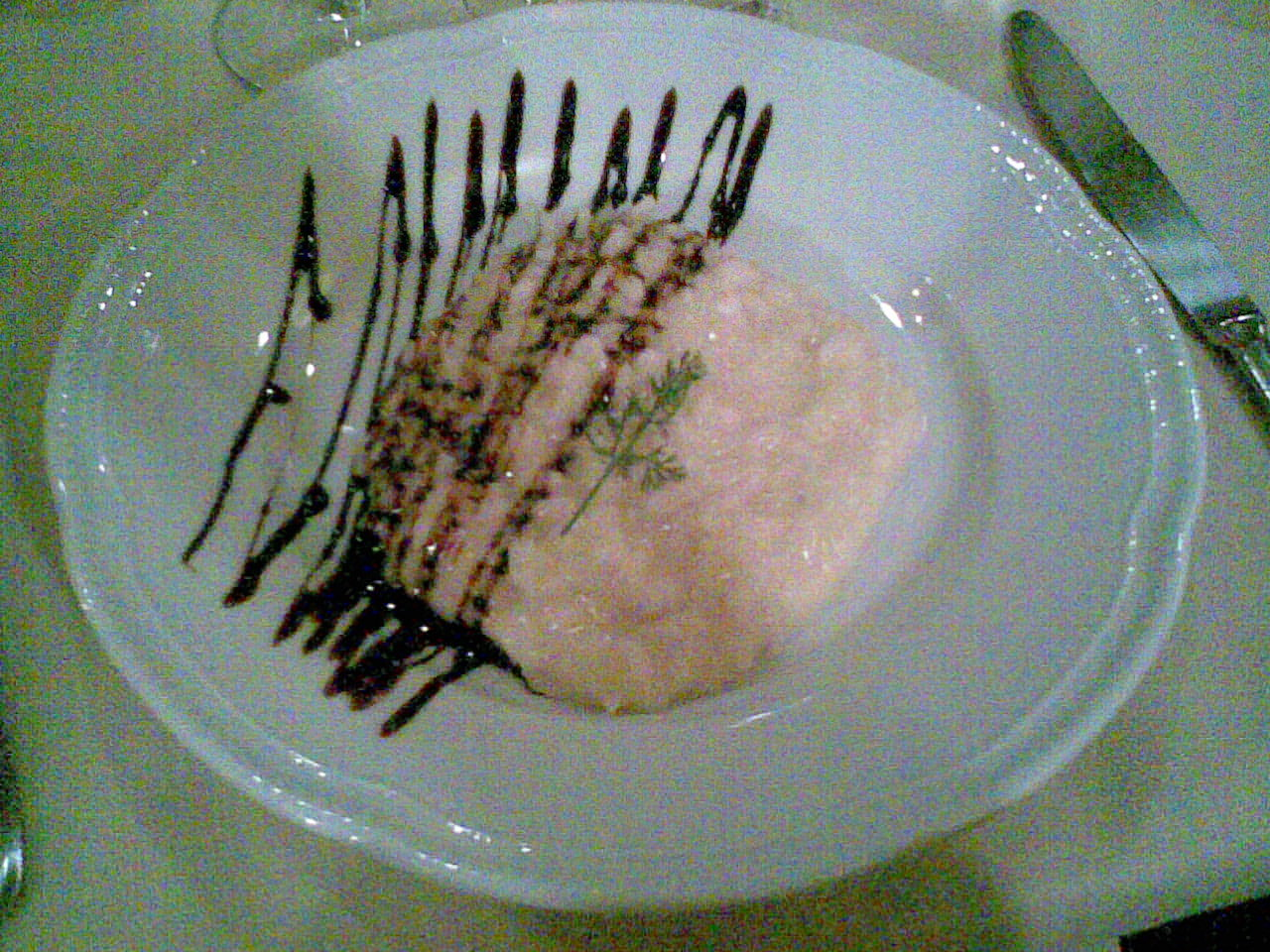
Su un risotto alla parmigiana

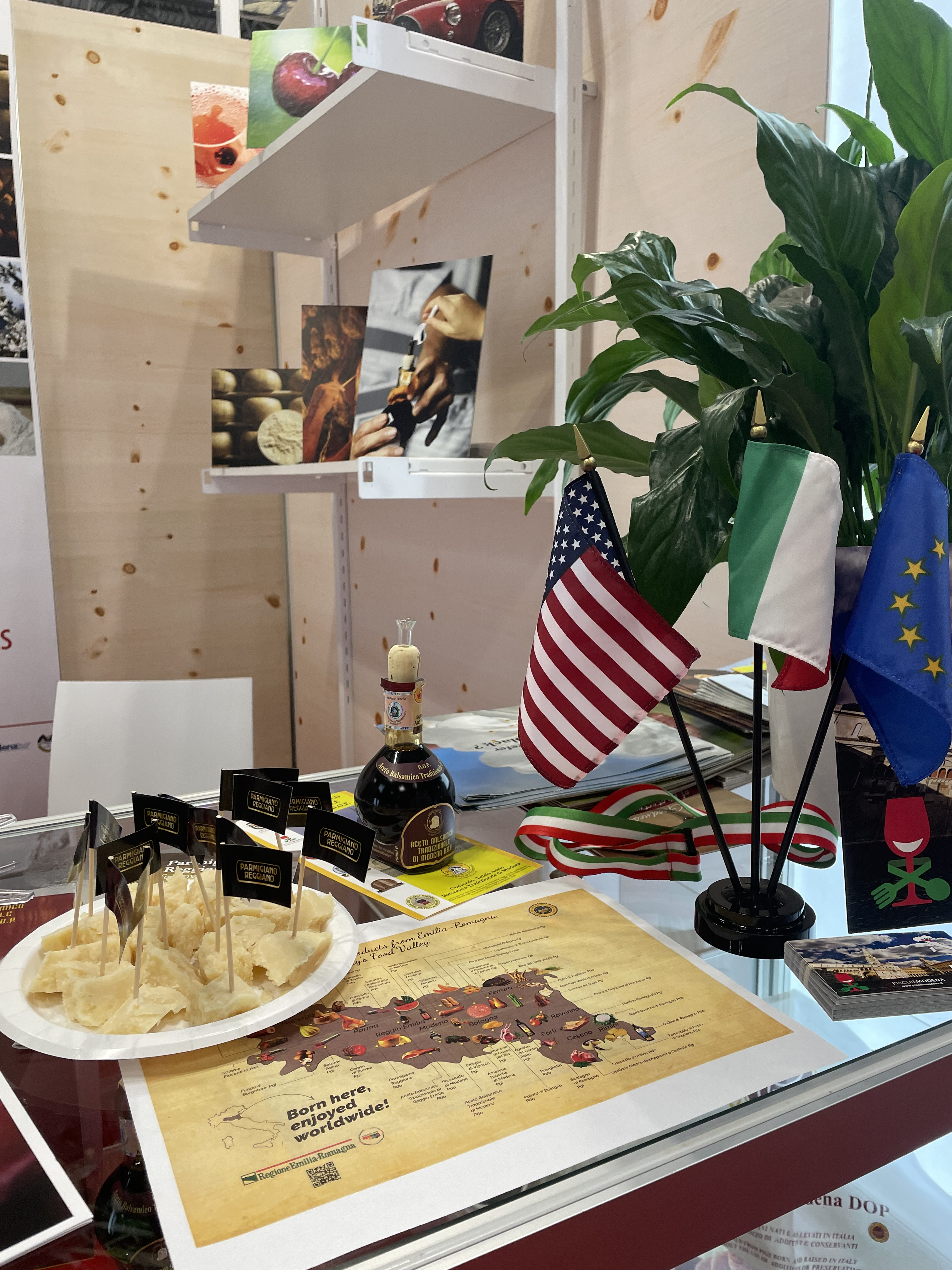
...E con il Parmigiano

L'aceto balsamico prelevato dalle botti al termine del periodo di invecchiamento ha un aspetto ed un aroma intenso inconfondibile. Il sapore è necessariamente acido e dolce al contempo, e può variare a seconda del procedimento utilizzato, dei legni, della collocazione dell'acetaia, e di tutti quei fattori che concorrono alla formazione del prodotto. Il colore è simile alla liquirizia e la consistenza è sciropposa.
Ha profumo caratteristico e complesso, penetrante, di evidente, ma gradevole ed armonica acidità.
Di tradizionale ed inimitabile sapore dolce e agro ben equilibrato, si offre generosamente pieno, sapido con sfumature vellutate in accordo con i caratteri olfattivi che gli sono propri.»
(Tratto dalla definizione di "Aceto Balsamico Tradizionale" depositata dai Maestri Assaggiatori della Consorteria di Spilamberto nel 1976 presso la Camera di Commercio di Modena)
Trattandosi di un prodotto dolce ed acido al contempo, tali caratteristiche vengono gustativamente percepite in modo diverso a seconda che venga utilizzato su cibi caldi o freddi. Pertanto il suo utilizzo in cucina è legato a valutazioni di tipo soggettivo, anche se la grande fama che il prodotto ha raggiunto negli ultimi decenni ha portato con sé numerose pubblicazioni in materia. L'impiego generalmente ottimale è come condimento su carni e pesce, bolliti, formaggi (il Parmigiano-Reggiano in primis). 
Il prodotto di almeno 12 anni, in ragione della sensazione di maggior acidità dovuta alla maggior presenza di sostanze volatili, viene generalmente apprezzato su carni e piatti a più alto tenore di grassi, utilizzandolo sia come aggiunta a fine cottura, sia come ingrediente per la preparazione di fondi di cottura per la selvaggina e animali da cortile. L'extra vecchio presenta un sapore più maturo ed equilibrato che meglio si abbina a verdure e piatti "magri", ma anche in associazione a formaggi importanti, saporiti e piccanti. In tempi recenti si è diffuso il suo utilizzo anche su dolci e frutta (in particolare su fragole, pesche e frutti tropicali).
È opinione condivisa, in ogni caso, che non sia assolutamente da cuocere; al contrario deve rimanere sul fuoco solo per pochi istanti al fine di non disperdere la complessità di aromi e caratteristiche.
Il prezzo di questo prodotto si attesta attorno ai 450-500€/L per la versione affinata, 650-700€/L per la versione affinata "Argento" (dell'ABTRE) e attorno ai 1000€/L per la versione extravecchia. I prezzi possono comunque variare da acetaia ad acetaia, ma generalmente numeri inferiori ai 35€ per bottiglietta da 100 ml di aceto balsamico tradizionale non dovrebbero esserci.

## Confronto fra le due DOP
|                                  | ABTM | ABTRE |
| -------------------------------- | --- | --- |
| Cottura                          | La cottura del mosto deve avvenire (…) per almeno 30 minuti a temperatura non inferiore a 80 °C. Non è indicata una concentrazione o un contenuto in zuccheri minimo | Non vi sono indicazioni su tempi e/o temperature di cottura. A seguito della riduzione di volume derivante dalla cottura, il contenuto minimo in zucchero del mosto cotto non dovrà essere inferiore ai 30 gradi saccarometrici |
| Acidità totale (prodotto finito) | non inferiore a 4,5 gradi (grammi di acido acetico per 100 grammi di prodotto) | non inferiore a 5,0 gradi (grammi di acido acetico per 100 ml di prodotto) |
| Densità a 20 °C                  | non inferiore a 1,240 g/l | non inferiore a 1,200 g/l |
| Imbottigliamento                 | Prelievi dalle botti fino al 30% della giacenza totale; Forma bottiglia: in vetro bianco trasparente, sferica con base rettangolare in vetro massiccio di colore bianco cristallino Capacità: ml 100, 200 o 400 (vengono utilizzate solamente quelle da 100 ml) Chiusura: il tappo viene sigillato da un contrassegno non riutilizzabile a serie numerata | Prelievi dalle botti fino al 15% della giacenza totale Forma bottiglia: in vetro bianco trasparente, simile ad un tulipano rovesciato Capacità: ml 100, 50, 250, o confezioni monodose da 5-10 ml (vengono utilizzate solamente quelle da 100 ml) Chiusura: il tappo viene legato alla bottiglia da uno spago, ed entrambi sigillati con ceralacca rossa che riporta il marchio della DOP |
| Tipologie di prodotto            | ABTM: almeno 12 anni e 229 punti all'analisi sensoriale, capsula color amaranto, avorio o giallo paglierino ABTM Extra vecchio: almeno 25 anni e 255 punti all'analisi sensoriale, capsula color oro. | ABTRE: almeno 12 anni; bollino aragosta per prodotto con valutazione 240-269 punti; bollino argento per 270-299 punti (generalmente sono prodotti più vecchi). ABTRE Extra vecchio: almeno 25 anni, 300-400 punti (bollino oro) |
| Organismo di controllo           | Cermet - Certificazione e controllo della qualità | Suolo e Salute - Organismo di controllo e certificazione |
| Zona di Produzione               | Provincia di Modena | Provincia di Reggio Emilia |
| Legno di Affinamento             | Assenza, in genere, di botticelle in legno di ginepro. Prodotto mediamente più fruttato | Presenza tradizionale del legno di ginepro nella produzione dell'ABTRE Questo legno conferisce un forte odore speziato, resinoso, di incenso e tamarindo. Prodotto mediamente più speziato. |
| Qualità, prezzi e fama           | La possibilità di imbottigliare in percentuale più prodotto in giacenza (fino al 30%) permette all'ABTM di produrre un totale di circa 10000-12000 litri di prodotto all'anno, più di 5 volte la produzione dell'ABTRE. Ciò giustifica in media prezzi più bassi rispetto ad ABTRE (10-15% in meno), maggiore diffusione e fama a livello nazionale ed estero e qualità sensoriali leggermente inferiori: all'aumentare del liquido prelevato infatti, l'età media del prodotto all'interno cala maggiormente insieme alla complessità aromatica. | La produzione dell'ABTRE si attesta intorno ai 2000 litri/anno, 5-6 volte meno rispetto ad ABTM. Ciò spiega i prezzi leggermente più alti in media, una minor diffusione sul territorio e una qualità sensoriale leggermente più alta, data sia dalla più rigida tutela e certificazione svolta dal consorzio e il suo sistema a punti, sia dalla possibilità di imbottigliare in percentuale meno prodotto (max 15%), mantenendo più elevata l'età media dell'aceto che rimane in batteria. Tuttavia questi dati non sono generalizzabili, in quanto prezzi e qualità soprattutto sono diversi tra produttore e produttore. |

Pur essendo riconosciuto e protetto in due differenti denominazioni di origine, l'aceto balsamico tradizionale è un unico prodotto, essendo identiche la storia, il territorio, la tradizione e le tecniche produttive. Le differenze stabilite dai disciplinari di produzione sono decisamente minime e riguardano soprattutto l'aspetto dell'imbottigliamento e della presentazione al cliente. A tal proposito è stato considerato che l'aceto balsamico tradizionale, "che solo l'insipienza umana ha voluto distinguere in ABTM e ABTRE, è invece un unico prodotto, tipico di due province confinanti e accomunate dalla stessa storia filogenetica, socioeconomica e politica fin dalla conquista romana della Gallia Cispadana". In effetti la genesi storica delle due differenti denominazioni origina più da esigenze di promozione del nome del territorio provinciale che non da significative differenze produttive o organolettiche. Il fatto stesso che lo sviluppo del balsamico industriale aveva già imposto sul mercato interno ed internazionale il suffisso "di Modena", ha indotto i produttori reggiani a ricercare una propria collocazione autonoma sul mercato, nel momento in cui iniziò il percorso per il riconoscimento della DOP.

## Prodotti simili
In commercio si trovano molti prodotti, condimenti e aceti che si qualificano come "balsamici", o che comunque usano in modo più o meno proprio tale termine.
Escludendo l'Aceto Balsamico di Modena IGP, il quale ha un differente disciplinare di produzione che ne regola la tutela ma richiede comunque che sia prodotto in provincia di Modena o di Reggio Emilia, si tratta spesso di salse e condimenti con caratteristiche produttive ed organolettiche difficilmente confrontabili con il prodotto DOP, poiché in tale categoria possono essere racchiusi tanto dei sottoprodotti o rielaborazioni a basi di aceto di vino, di riso, di mele o altro con l'aggiunta di dolcificanti, quanto dei veri e propri Aceti balsamici tradizionali che però non sono stati sottoposti a tutta la complessa (ed onerosa) procedura di certificazione per poter utilizzare il marchio DOP. In quest'ultimo caso si tratta di produzioni raggiungibili solo localmente, e solo dopo attenta conoscenza e valutazione del singolo produttore.
Altre volte ancora, soprattutto fuori dai confini italiani, si tratta di vere e proprie imitazioni che sfruttano il nome generico del prodotto pur non avendone le caratteristiche produttive e chimico-fisiche.
A Modena, presso la sede dei Consorzi di tutela dell'ABTM e ABM, è stata aperta una sala dedicata ad una sempre crescente collezione di imitazioni provenienti da svariati paesi europei e non solo.